# Paracanista arachne
Paracanista arachne là một loài bọ cánh cứng trong họ Cerambycidae.